# Cytaea
Genre
Cytaea est un genre d'araignées aranéomorphes de la famille des Salticidae.

## Distribution
Les espèces de ce genre se rencontrent en Océanie, en Asie du Sud-Est et en Asie de l'Est.

## Liste des espèces
Selon World Spider Catalog (version 26, 26/05/2025) :
- Cytaea albichelis Strand, 1911
- Cytaea albolimbata Simon, 1888
- Cytaea alburna Keyserling, 1882
- Cytaea argentosa (Thorell, 1881)
- Cytaea aspera (Karsch, 1878)
- Cytaea carolinensis Berry, Beatty & Prószyński, 1998
- Cytaea catella (Thorell, 1881)
- Cytaea clarovittata (Keyserling, 1881)
- Cytaea dispalans (Thorell, 1892)
- Cytaea fibula Berland, 1938
- Cytaea flavolineata Berland, 1938
- Cytaea frontaligera (Thorell, 1881)
- Cytaea haematica Simon, 1902
- Cytaea haematicoides Strand, 1911
- Cytaea hezizhen K. Liu, 2025
- Cytaea koronivia Berry, Beatty & Prószyński, 1998
- Cytaea laodamia Hogg, 1915
- Cytaea laticeps (Thorell, 1878)
- Cytaea lepida Kulczyński, 1910
- Cytaea levii Peng & Li, 2002
- Cytaea maoming Yu & Zhang, 2022
- Cytaea mitellata (Thorell, 1881)
- Cytaea nausori Berry, Beatty & Prószyński, 1998
- Cytaea nigriventris (Keyserling, 1881)
- Cytaea nimbata (Thorell, 1881)
- Cytaea oreophila Simon, 1902
- Cytaea piscula (L. Koch, 1867)
- Cytaea plumbeiventris (Keyserling, 1881)
- Cytaea ponapensis Berry, Beatty & Prószyński, 1998
- Cytaea rai Berry, Beatty & Prószyński, 1998
- Cytaea rubra (Walckenaer, 1837)
- Cytaea semengohi Prószyński & Deeleman-Reinhold, 2013
- Cytaea sepakuensis Prószyński & Deeleman-Reinhold, 2013
- Cytaea sinuata (Doleschall, 1859)
- Cytaea sylvia Hogg, 1915
- Cytaea taveuniensis Patoleta & Gardzińska, 2010
- Cytaea tongi Wang & Li, 2020
- Cytaea trispinifera Marples, 1955
- Cytaea trusmadii Prószyński & Deeleman-Reinhold, 2013
- Cytaea vitiensis Berry, Beatty & Prószyński, 1998

## Systématique et taxinomie
Ce genre a été décrit par Keyserling en 1882.

## Publication originale
- Keyserling, 1882 : Die Arachniden Australiens. Nürnberg, vol. 1, p. 1325-1420 (texte intégral).